# Straight Ahead (альбом Эбби Линкольн)
Straight Ahead — студийный альбом американской певицы Эбби Линкольн, выпущенный в 1961 году на лейбле Candid Records. В записи альбома приняли участие такие музыканты как саксофонист Коулмен Хокинс, флейтист Эрик Долфи, трубач Букер Литтл, пианист Мэл Уолдрон и барабанщик Макс Роуч.

## Отзывы критиков
| Оценки критиков                            | Оценки критиков |
| Источник                                   | Оценка          |
| ------------------------------------------ | --------------- |
| AllMusic                                   | [ 1 ]           |
| Billboard                                  | [ 2 ]           |
| The Encyclopedia of Popular Music          | [ 3 ]           |
| MusicHound Jazz: The Essential Album Guide | [ 4 ]           |
| The Penguin Guide to Jazz                  | [ 5 ]           |
| The Rolling Stone Jazz Record Guide        | [ 6 ]           |
| The Rolling Stone Jazz & Blues Album Guide | [ 7 ]           |

Обозреватель Cash Box отметил, что это приятное вокальное представление, заслуживающее широкого внимания. Питер Дж. Велдинг из HiFi/Stereo Review заявил, что пение Линкольн часто звучит вымученно и натянуто, и раскритиковал её за отказ от лиризма и красоты прежних работ в угоду жесткости тона и резкой агрессивности манеры, которую он нашёл особенно неприятной. В журнале Record World написали, что это необычный и тщательно спланированный альбом актуальной чёрной музыки.
В AllMusic поставили альбому высший бал — пять звёзд и также дали отметку Album Pick, которая присваивается наиболее репрезентативному во всём творчестве исполнителя, а рецензент Скотт Яноу заявил, что это одна из величайших записей Эбби Линкольн.

## Список композиций
1. «Straight Ahead» (Эбби Линкольн, Эрл Бейкер, Мэл Уолдрон) — 5:24
2. «When Malindy Sings» (Оскар Браун, Пол Лоренс Данбар) — 4:05
3. «In the Red» (Чипс Байен, Эбби Линкольн, Макс Роуч) — 8:32
4. «Blue Monk» (Эбби Линкольн, Телониус Монк) — 6:39
5. «Left Alone» (Билли Холидей, Мэл Уолдрон) — 6:48
6. «African Lady» (Лэнгстон Хьюз, Рэнди Вестон) — 3:46
7. «Retribution» (Эбби Линкольн, Джулиан Пристер) — 3:50

## Участники записи
- Альт-саксофон, бас-кларнет, флейта, флейта-пикколо — Эрик Долфи
- Аранжировка — Мэл Уолдрон (1), Букер Литтл (2, 3, 4), Джулиан Пристер (5, 7), Макс Роуч (6)
- Бас — Арт Дэвис
- Вокал — Эбби Линкольн
- Конги — Роберт Уитли (6), Роджер Сандерс (6)
- Тенор-саксофон — Коулмен Хокинс, Уолтер Бентон
- Тромбон — Джулиан Пристер
- Труба — Букер Литтл
- Ударные — Макс Роуч
- Фортепиано — Мэл Уолдрон

Сведения взяты из аннотации к альбому.